# 怒りのグルーヴ 〜震災篇〜
「怒りのグルーヴ 〜震災篇〜」（いかりのグルーヴ 〜しんさいへん〜）は、嘉門タツオ（旧名・嘉門達夫）のシングル。1995年7月21日にビクターエンタテインメントから発売された。

## 解説
アルバム『NIPPONの楽しみ』に収録された原曲を起点とする「怒りのグルーヴ」シリーズの第二弾で、阪神・淡路大震災にまつわる話をテーマとしている。震災発生から約半年後にリリースしたチャリティーシングルで、ニッポン放送『泉谷しげる 俺にもやらせろ!』のテーマソングとして起用された。1番・2番は当時の村山内閣の対応およびマスコミ関係者の発言などへの批判を嘉門が歌ったものになっており、コーラスは泉谷と大江千里が参加した。嘉門自身も地震発生時、神戸市のホテルにて被災している。CDの印税は全て寄付されている(CDのジャケットにも「印税は全て寄付する」と明記されている)
カップリングには同震災と同年の事件である地下鉄サリン事件を起こしたオウム真理教及び同宗教の関係者を批判した同曲の宗教篇、おとぎ話の無茶ぶりを批判したおとぎ話篇、団塊の世代の悲哀を描いた団塊の世代篇を収録。「団塊の世代篇」には同時期の出来事である日本新党の消滅、世界都市博覧会の中止も織り込まれている。本作に収録されている三曲はオリジナルアルバムには収録されなかったが、翌年のアルバム『伝家の宝刀』に、同曲のシリーズ第五弾となる、「怒りのグルーヴ 〜童謡篇〜」が収録された。

## 収録曲
| 全編曲: 嘉門達夫。 |                                     |                    |           |      |
| #                  | タイトル                            | 作詞               | 作曲      |      |
| 1.                 | 「怒りのグルーヴ 〜震災篇〜」       | 参勤交代・嘉門達夫 | 嘉門達夫  |      |
| 2.                 | 「怒りのグルーヴ 〜宗教篇〜」       | 参勤交代・嘉門達夫 | 嘉門達夫  |      |
| 3.                 | 「怒りのグルーヴ 〜おとぎ話篇〜」   | 参勤交代・嘉門達夫 | 嘉門達夫  |      |
| 4.                 | 「怒りのグルーヴ 〜団塊の世代篇〜」 | 参勤交代・嘉門達夫 | 嘉門達夫  |      |
| 合計時間:          | 合計時間:                           | 合計時間:          | 合計時間: | 0:00 |

## リメイク

### 東北・関東バージョン
2011年の東日本大震災をきっかけに、同年の3月19日に泉谷、中村中と「ニコニコ生放送」に出演して嘉門自らが弾き語りを行った楽曲。石原慎太郎の「天罰」発言や東京電力福島第一原子力発電所事故で混乱を招いた報道を批判した内容になっている。後に、同年5月25日発売の同チャリティーシングル「希望のマーチ」のカップリングに「怒りのグルーヴ 〜震災篇2011〜」として収録した。

### 2020年
2020年には、嘉門のYouTubeチャンネルにおいて検察庁法改正法案を批判した「怒りのグルーヴ 〜検察法改正案篇〜」、安倍昭恵の発言や行動を批判した「怒りのグルーヴ 〜アッキー篇〜」、黒川弘務元東京高等検察庁検事長が賭け麻雀を行っていたことを批判した「怒りのグルーヴ 〜黒川元検事長賭け麻雀篇〜」、「怒りのグルーヴ 〜続・黒川元検事長賭け麻雀篇〜」を発表した。